# 瓦爾多章克申 (加利福尼亞州)
瓦爾多章克申（英語：Waldo Junction）是位於美國加利福尼亞州尤巴縣的一個非建制地區。該地的面積和人口皆未知。

## 地理
瓦爾多章克申的座標為39°06′40″N 121°18′33″W / 39.11111°N 121.30917°W，而該地的平均海拔高度為78米（即256英尺）。